# Stefan Mitrović
Stefan Mitrović, serbisk kyrilliska Стефан Митровић, född 29 mars 1988 i Belgrad, är en serbisk vattenpolospelare. Han ingick i Serbiens landslag vid olympiska sommarspelen 2012.
Mitrović spelade åtta matcher och gjorde tio mål i herrarnas vattenpoloturnering i London där Serbien tog brons. Han spelade även i det serbiska landslag som vann den olympiska vattenpoloturneringen 2016 i Rio de Janeiro.
Mitrović tog VM-guld i samband med världsmästerskapen i simsport 2009 och 2015. VM-silver tog han i samband med världsmästerskapen i simsport 2011 i Shanghai. Vid VM 2017 tog han en bronsmedalj.